# She's a Rainbow
"She's a Rainbow" er en sang fra det engelske rock ’n’ roll band The Rolling Stones. Sangen findes på deres album  fra 1967 Their Satanic Majesties Request.
"She's a Rainbow" blev skrevet af Mick Jagger og Keith Richards og optaget den 18. maj 1967. Den er kendt på grund af dens dynamisk klaverspil af Nicky Hopkins samt Brian Jones' brug af mellotron. Desuden er nummeret krydret med tekster af Jagger som:
| Citat | Have you seen her all in gold, Like a queen in days of old? She shoots colours all around like a sunset going down. Have you seen a lady fairer? | Citat |
|       | |       |

John Paul Jones, senere medlem af Led Zeppelin, spillede med på denne sang .
Nummeret blev udgivet som single i december 1967 og gik ind på en 25.-plads på den amerikanske hitliste. Den dækker også perioden på opsamlingsalbummet Forty Licks .
I Danmark blev sangen brugt i børnetv-serien Super Carla.
World of Twist har lavet en version af sangen. 

### Fodnote
1. ↑  She's a Rainbow
2. ↑  allmusic ((( Forty Licks > Overview ))) (Webside ikke længere tilgængelig)